# Носа-Сеньора-да-Пиедади
Носа-Сеньора-да-Пиедади (порт. Nossa Senhora da Piedade) — район (фрегезия) в Португалии, входит в округ Сантарен. Является составной частью муниципалитета Оурен. По старому административному делению входил в провинцию Бейра-Литорал. Входит в экономико-статистический субрегион Медиу-Тежу, который входит в Алентежу. Население составляет 6712 человека на 2001 год. Занимает площадь 20,52 км².
Покровителем района считается Дева Мария (порт. Nossa Senhora das Dores).